# Łysica
Łysica [ˈwɨˈɕit͡sa] er med 614 meter, det højeste bjerg i Świętokrzyskie-bjergene i Polen, og ligger i Świętokrzyski Nationalpark. Der er et kloster neden for,  på et sted, der kunne have været et hedensk tempel i tiden før kristningen af Polen.
Łysica, som også kaldes Góra Świętej Katarzyny (St. Catherine's bjerg) ligger i den vestlige del af Łysogóry-området, nær landsbyen Święta Katarzyna. Det hører til den såkaldte Kronen af polske bjerge (en) ("Korona Gór Polskich"), da det er det højeste bjerg af Świętokrzyskiebjergene. Łysica har to toppe - den vestlige (613 m) og den østlige Skała Agaty (eng. Agatha's Rock) eller Zamczysko (614 m).
Bjerget består af kvartsit og skifer, dets nordlige og sydlige skråninger er præget af stenløb. Endvidere er der på sydskråningen i 590 meters højde en lille mose. Det meste af Łysica er dækket af en skov, nær toppen er der grantræer, under hvilke der er bøge. Łysica er beboet af rovfugle, såsom den lille skrigeørn, den spurvehøg og den lærkefalk.